# Comuni del Tocantins

Lo Stato del Tocantins, in Brasile

Segue un elenco dei 138 comuni dello stato brasiliano del Tocantins (TO).
| #   | Comune                       | Microregione          | Mesoregione            | Area (km²) | Popolazione | Densità |
| --- | ---------------------------- | --------------------- | ---------------------- | ---------- | ----------- | ------- |
| 1   | Abreulândia                  | Miracema do Tocantins | Ocidental do Tocantins | 1.895,201  | 2.245       | 1,18    |
| 2   | Aguiarnópolis                | Bico do Papagaio      | Ocidental do Tocantins | 235,391    | 3.995       | 16,97   |
| 3   | Aliança do Tocantins         | Gurupi                | Ocidental do Tocantins | 1.579,742  | 5.701       | 3,61    |
| 4   | Almas                        | Dianópolis            | Ocidental do Tocantins | 4.021,111  | 7.488       | 1,86    |
| 5   | Alvorada                     | Gurupi                | Ocidental do Tocantins | 1.212,161  | 7.976       | 6,58    |
| 6   | Ananás                       | Bico do Papagaio      | Ocidental do Tocantins | 1.587,000  | 9.359       | 5,90    |
| 7   | Angico                       | Bico do Papagaio      | Ocidental do Tocantins | 438,703    | 3.045       | 6,94    |
| 8   | Aparecida do Rio Negro       | Porto Nacional        | Oriental do Tocantins  | 1.160,363  | 4.018       | 3,46    |
| 9   | Aragominas                   | Araguaína             | Ocidental do Tocantins | 1.173,026  | 5.469       | 4,66    |
| 10  | Araguacema                   | Miracema do Tocantins | Ocidental do Tocantins | 2.778,452  | 5.964       | 2,15    |
| 11  | Araguanã                     | Araguaína             | Ocidental do Tocantins | 834,701    | 5.087       | 6,09    |
| 12  | Araguatins                   | Bico do Papagaio      | Ocidental do Tocantins | 2.297,3    | 26.417      | 11,50   |
| 13  | Araguaçu                     | Rio Formoso           | Ocidental do Tocantins | 5.167,886  | 8.989       | 1,74    |
| 14  | Araguaína                    | Araguaína             | Ocidental do Tocantins | 4.000      | 117.059     | 29,26   |
| 15  | Arapoema                     | Araguaína             | Ocidental do Tocantins | 1.552,207  | 6.839       | 4,41    |
| 16  | Arraias                      | Dianópolis            | Ocidental do Tocantins | 5.786,844  | 10.626      | 1,84    |
| 17  | Augustinópolis               | Bico do Papagaio      | Ocidental do Tocantins | 414,370    | 14.800      | 35,72   |
| 18  | Aurora do Tocantins          | Dianópolis            | Ocidental do Tocantins | 752,826    | 3.385       | 4,50    |
| 19  | Axixá do Tocantins           | Bico do Papagaio      | Ocidental do Tocantins | 150,214    | 8.917       | 59,36   |
| 20  | Babaçulândia                 | Araguaína             | Ocidental do Tocantins | 1.788,442  | 10.372      | 5,80    |
| 21  | Bandeirantes do Tocantins    | Araguaína             | Ocidental do Tocantins | 1.672,322  | 2.711       | 1,62    |
| 22  | Barra do Ouro                | Jalapão               | Oriental do Tocantins  | 1.106,339  | 3.581       | 3,24    |
| 23  | Barrolândia                  | Miracema do Tocantins | Ocidental do Tocantins | 713,297    | 5.155       | 7,23    |
| 24  | Bernardo Sayão               | Miracema do Tocantins | Ocidental do Tocantins | 926,884    | 4.518       | 4,87    |
| 25  | Bom Jesus do Tocantins       | Porto Nacional        | Oriental do Tocantins  | 1.332,665  | 2.710       | 2,03    |
| 26  | Brasilândia do Tocantins     | Miracema do Tocantins | Ocidental do Tocantins | 641,464    | 2.119       | 3,30    |
| 27  | Brejinho de Nazaré           | Gurupi                | Ocidental do Tocantins | 1.724,441  | 5.295       | 3,07    |
| 28  | Buriti do Tocantins          | Bico do Papagaio      | Ocidental do Tocantins | 249,906    | 8.164       | 32,67   |
| 29  | Cachoeirinha                 | Bico do Papagaio      | Ocidental do Tocantins | 352,343    | 2.171       | 6,16    |
| 30  | Campos Lindos                | Jalapão               | Oriental do Tocantins  | 3.240,156  | 7.615       | 2,35    |
| 31  | Cariri do Tocantins          | Gurupi                | Ocidental do Tocantins | 1.128,596  | 3.562       | 3,16    |
| 32  | Carmolândia                  | Araguaína             | Ocidental do Tocantins | 339,401    | 2.313       | 6,81    |
| 33  | Carrasco Bonito              | Bico do Papagaio      | Ocidental do Tocantins | 195,017    | 3.314       | 16,99   |
| 34  | Caseara                      | Miracema do Tocantins | Ocidental do Tocantins | 1.691,612  | 4.667       | 2,76    |
| 35  | Centenário                   | Jalapão               | Oriental do Tocantins  | 1.954,688  | 2.386       | 1,22    |
| 36  | Chapada da Natividade        | Dianópolis            | Ocidental do Tocantins | 1.671,256  | 3.680       | 2,20    |
| 37  | Chapada de Areia             | Rio Formoso           | Ocidental do Tocantins | 659,244    | 1.239       | 1,88    |
| 38  | Colinas do Tocantins         | Araguaína             | Ocidental do Tocantins | 844        | 29.298      | 34,71   |
| 39  | Colméia                      | Miracema do Tocantins | Ocidental do Tocantins | 990,712    | 8.759       | 8,84    |
| 40  | Combinado                    | Dianópolis            | Ocidental do Tocantins | 209,613    | 4.878       | 23,27   |
| 41  | Conceição do Tocantins       | Dianópolis            | Ocidental do Tocantins | 2.500,733  | 4.402       | 1,76    |
| 42  | Couto de Magalhães           | Miracema do Tocantins | Ocidental do Tocantins | 1.585,773  | 4.887       | 3,08    |
| 43  | Cristalândia                 | Rio Formoso           | Ocidental do Tocantins | 1.848,231  | 6.521       | 3,53    |
| 44  | Crixás do Tocantins          | Gurupi                | Ocidental do Tocantins | 986,689    | 1.264       | 1,28    |
| 45  | Darcinópolis                 | Bico do Papagaio      | Ocidental do Tocantins | 1.548,890  | 5.130       | 3,31    |
| 46  | Dianópolis                   | Dianópolis            | Ocidental do Tocantins | 3.217,179  | 18.584      | 5,78    |
| 47  | Divinópolis do Tocantins     | Miracema do Tocantins | Ocidental do Tocantins | 2.347,421  | 6.359       | 2,71    |
| 48  | Dois Irmãos do Tocantins     | Miracema do Tocantins | Ocidental do Tocantins | 3.757,015  | 7.060       | 1,88    |
| 49  | Dueré                        | Rio Formoso           | Ocidental do Tocantins | 3.424,836  | 4.499       | 1,31    |
| 50  | Esperantina                  | Bico do Papagaio      | Ocidental do Tocantins | 504,019    | 8.134       | 16,14   |
| 51  | Figueirópolis                | Gurupi                | Ocidental do Tocantins | 1.930,064  | 4.820       | 2,50    |
| 52  | Filadélfia                   | Araguaína             | Ocidental do Tocantins | 1.988,068  | 7.787       | 3,92    |
| 53  | Formoso do Araguaia          | Rio Formoso           | Ocidental do Tocantins | 13.423,256 | 18.225      | 1,36    |
| 54  | Fortaleza do Tabocão         | Miracema do Tocantins | Ocidental do Tocantins | 621,558    | 2.101       | 3,38    |
| 55  | Fátima                       | Rio Formoso           | Ocidental do Tocantins | 382,908    | 3.984       | 10,40   |
| 56  | Goianorte                    | Miracema do Tocantins | Ocidental do Tocantins | 1.800,974  | 5.221       | 2,90    |
| 57  | Goiatins                     | Jalapão               | Oriental do Tocantins  | 6.408,562  | 11.639      | 1,82    |
| 58  | Guaraí                       | Miracema do Tocantins | Ocidental do Tocantins | 2.268,147  | 21.669      | 9,55    |
| 59  | Gurupi                       | Gurupi                | Ocidental do Tocantins | 1.836,65   | 71.197      | 38,76   |
| 60  | Ipueiras                     | Porto Nacional        | Oriental do Tocantins  | 815,250    | 1.698       | 2,08    |
| 61  | Itacajá                      | Jalapão               | Oriental do Tocantins  | 3.051,341  | 6.913       | 2,27    |
| 62  | Itaguatins                   | Bico do Papagaio      | Ocidental do Tocantins | 739,846    | 6.074       | 8,21    |
| 63  | Itapiratins                  | Jalapão               | Oriental do Tocantins  | 1.243,954  | 3.421       | 2,75    |
| 64  | Itaporã do Tocantins         | Miracema do Tocantins | Ocidental do Tocantins | 918,916    | 2.989       | 3,25    |
| 65  | Jaú do Tocantins             | Gurupi                | Ocidental do Tocantins | 2.173,038  | 3.789       | 1,74    |
| 66  | Juarina                      | Miracema do Tocantins | Ocidental do Tocantins | 481,046    | 2.141       | 4,45    |
| 67  | Lagoa da Confusão            | Rio Formoso           | Ocidental do Tocantins | 10.564,512 | 8.220       | 0,78    |
| 68  | Lagoa do Tocantins           | Jalapão               | Oriental do Tocantins  | 911,336    | 3.181       | 3,49    |
| 69  | Lajeado                      | Porto Nacional        | Oriental do Tocantins  | 322,481    | 2.159       | 6,69    |
| 70  | Lavandeira                   | Dianópolis            | Ocidental do Tocantins | 519,569    | 1.590       | 3,06    |
| 71  | Lizarda                      | Jalapão               | Oriental do Tocantins  | 5.723,201  | 3.635       | 0,64    |
| 72  | Luzinópolis                  | Bico do Papagaio      | Ocidental do Tocantins | 279,562    | 2.784       | 9,96    |
| 73  | Marianópolis do Tocantins    | Miracema do Tocantins | Ocidental do Tocantins | 2.091,364  | 4.473       | 2,14    |
| 74  | Mateiros                     | Jalapão               | Oriental do Tocantins  | 9.591,543  | 1.737       | 0,18    |
| 75  | Maurilândia do Tocantins     | Bico do Papagaio      | Ocidental do Tocantins | 738,101    | 3.185       | 4,32    |
| 76  | Miracema do Tocantins        | Miracema do Tocantins | Ocidental do Tocantins | 2.656,078  | 19.683      | 7,41    |
| 77  | Miranorte                    | Miracema do Tocantins | Ocidental do Tocantins | 1.031,616  | 11.858      | 11,49   |
| 78  | Monte Santo do Tocantins     | Miracema do Tocantins | Ocidental do Tocantins | 1.091,548  | 1.858       | 1,70    |
| 79  | Monte do Carmo               | Porto Nacional        | Oriental do Tocantins  | 3.616,655  | 6.387       | 1,77    |
| 80  | Muricilândia                 | Araguaína             | Ocidental do Tocantins | 1.187,798  | 2.850       | 2,40    |
| 81  | Natividade                   | Dianópolis            | Ocidental do Tocantins | 3.215,903  | 9.090       | 2,83    |
| 82  | Nazaré                       | Bico do Papagaio      | Ocidental do Tocantins | 395,903    | 4.528       | 11,44   |
| 83  | Nova Olinda                  | Araguaína             | Ocidental do Tocantins | 1.566,237  | 10.518      | 6,72    |
| 84  | Nova Rosalândia              | Rio Formoso           | Ocidental do Tocantins | 488,636    | 3.774       | 7,72    |
| 85  | Novo Acordo                  | Jalapão               | Oriental do Tocantins  | 2.671,882  | 4.063       | 1,52    |
| 86  | Novo Alegre                  | Dianópolis            | Ocidental do Tocantins | 200,105    | 2.087       | 10,43   |
| 87  | Novo Jardim                  | Dianópolis            | Ocidental do Tocantins | 1.309,658  | 2.419       | 1,85    |
| 88  | Oliveira de Fátima           | Rio Formoso           | Ocidental do Tocantins | 205,849    | 1.081       | 5,25    |
| 89  | Palmeirante                  | Araguaína             | Ocidental do Tocantins | 2.640,738  | 4.689       | 1,78    |
| 90  | Palmeiras do Tocantins       | Bico do Papagaio      | Ocidental do Tocantins | 747,895    | 4.542       | 6,07    |
| 91  | Palmeirópolis                | Gurupi                | Ocidental do Tocantins | 1.703,936  | 8.120       | 4,77    |
| 92  | Paranã                       | Dianópolis            | Ocidental do Tocantins | 11.260,151 | 10.491      | 0,93    |
| 93  | Paraíso do Tocantins         | Rio Formoso           | Ocidental do Tocantins | 1.331,2    | 40.290      | 30,27   |
| 94  | Pau d'Arco                   | Araguaína             | Ocidental do Tocantins | 1.308,29   | 4.767       | 3,64    |
| 95  | Pedro Afonso                 | Porto Nacional        | Oriental do Tocantins  | 2.010,892  | 10.295      | 5,12    |
| 96  | Peixe                        | Gurupi                | Ocidental do Tocantins | 5.291,182  | 8.750       | 1,65    |
| 97  | Pequizeiro                   | Miracema do Tocantins | Ocidental do Tocantins | 1.209,798  | 4.799       | 3,97    |
| 98  | Pindorama do Tocantins       | Dianópolis            | Ocidental do Tocantins | 1.559,080  | 4.397       | 2,82    |
| 99  | Piraquê                      | Araguaína             | Ocidental do Tocantins | 921,585    | 3.014       | 3,27    |
| 100 | Pium                         | Rio Formoso           | Ocidental do Tocantins | 10.012,666 | 6.403       | 0,64    |
| 101 | Ponte Alta do Bom Jesus      | Dianópolis            | Ocidental do Tocantins | 1.806,132  | 4.529       | 2,51    |
| 102 | Ponte Alta do Tocantins      | Jalapão               | Oriental do Tocantins  | 6.491,089  | 6.569       | 1,01    |
| 103 | Porto Alegre do Tocantins    | Dianópolis            | Ocidental do Tocantins | 501,970    | 2.830       | 5,64    |
| 104 | Porto Nacional               | Porto Nacional        | Oriental do Tocantins  | 4.464,11   | 43.682      | 10,56   |
| 105 | Praia Norte                  | Bico do Papagaio      | Ocidental do Tocantins | 289,052    | 7.060       | 24,42   |
| 106 | Presidente Kennedy           | Miracema do Tocantins | Ocidental do Tocantins | 770,418    | 3.680       | 4,78    |
| 107 | Pugmil                       | Rio Formoso           | Ocidental do Tocantins | 401,689    | 2.165       | 5,39    |
| 108 | Recursolândia                | Jalapão               | Oriental do Tocantins  | 2.216,650  | 3.665       | 1,65    |
| 109 | Riachinho                    | Bico do Papagaio      | Ocidental do Tocantins | 610,726    | 3.691       | 6,04    |
| 110 | Rio Sono                     | Jalapão               | Oriental do Tocantins  | 6.357,117  | 6.176       | 0,97    |
| 111 | Rio da Conceição             | Dianópolis            | Ocidental do Tocantins | 771,112    | 1.454       | 1,89    |
| 112 | Rio dos Bois                 | Miracema do Tocantins | Ocidental do Tocantins | 845,062    | 2.214       | 2,62    |
| 113 | Sampaio                      | Bico do Papagaio      | Ocidental do Tocantins | 200,813    | 3.672       | 18,29   |
| 114 | Sandolândia                  | Rio Formoso           | Ocidental do Tocantins | 3.528,609  | 3.443       | 0,98    |
| 115 | Santa Fé do Araguaia         | Araguaína             | Ocidental do Tocantins | 1.676,945  | 5.610       | 3,35    |
| 116 | Santa Maria do Tocantins     | Porto Nacional        | Oriental do Tocantins  | 1.410,446  | 2.673       | 1,90    |
| 117 | Santa Rita do Tocantins      | Gurupi                | Ocidental do Tocantins | 3.274,930  | 2.260       | 0,69    |
| 118 | Santa Rosa do Tocantins      | Dianópolis            | Ocidental do Tocantins | 1.796,248  | 4.424       | 2,46    |
| 119 | Santa Tereza do Tocantins    | Jalapão               | Oriental do Tocantins  | 539,908    | 2.297       | 4,25    |
| 120 | Santa Terezinha do Tocantins | Bico do Papagaio      | Ocidental do Tocantins | 269,676    | 2.291       | 8,50    |
| 121 | Silvanópolis                 | Porto Nacional        | Oriental do Tocantins  | 1.258,824  | 5.098       | 4,05    |
| 122 | Sucupira                     | Gurupi                | Ocidental do Tocantins | 1.025,515  | 1.667       | 1,63    |
| 123 | São Bento do Tocantins       | Bico do Papagaio      | Ocidental do Tocantins | 1.105,893  | 4.388       | 3,97    |
| 124 | São Félix do Tocantins       | Jalapão               | Oriental do Tocantins  | 1.908,669  | 1.409       | 0,74    |
| 125 | São Miguel do Tocantins      | Bico do Papagaio      | Ocidental do Tocantins | 398,817    | 10.221      | 25,63   |
| 126 | São Salvador do Tocantins    | Gurupi                | Ocidental do Tocantins | 1.422,025  | 3.012       | 2,12    |
| 128 | São Valério da Natividade    | Dianópolis            | Ocidental do Tocantins | 2.519,572  | 4.885       | 1,94    |
| 129 | Sítio Novo do Tocantins      | Bico do Papagaio      | Ocidental do Tocantins | 324,102    | 9.261       | 28,57   |
| 130 | Taguatinga                   | Dianópolis            | Ocidental do Tocantins | 2.437,386  | 14.110      | 5,79    |
| 131 | Taipas do Tocantins          | Dianópolis            | Ocidental do Tocantins | 1.116,195  | 1.916       | 1,72    |
| 132 | Talismã                      | Gurupi                | Ocidental do Tocantins | 2.156,892  | 2.555       | 1,18    |
| 133 | Tocantinópolis               | Bico do Papagaio      | Ocidental do Tocantins | 1.077,066  | 21.334      | 19,81   |
| 134 | Tocantínia                   | Porto Nacional        | Oriental do Tocantins  | 2.601,587  | 6.663       | 2,56    |
| 135 | Tupirama                     | Miracema do Tocantins | Ocidental do Tocantins | 712,202    | 1.405       | 1,97    |
| 136 | Tupiratins                   | Miracema do Tocantins | Ocidental do Tocantins | 895,302    | 2.007       | 2,24    |
| 137 | Wanderlândia                 | Araguaína             | Ocidental do Tocantins | 1.373,055  | 9.317       | 6,79    |
| 138 | Xambioá                      | Araguaína             | Ocidental do Tocantins | 1.633,769  | 10.856      | 6,64    |